# Tóth Eszter (költő)
Tóth Eszter, Hollós Korvin Lajosné (Debrecen, 1920. május 26. – Budapest, 2001. szeptember 3.) József Attila-díjas magyar költő, író, műfordító, Tóth Árpád leánya.

## Családja
Apai nagyapja Tóth András szobrász, édesapja Tóth Árpád költő, férje Hollós Korvin Lajos író volt. Fia Hollós Máté zeneszerző és Hollós János, pedagógus, a szakképzési innovációk fontos szakembere a hetvenes években, tragikusan vesztette fiatalon életét..

## Élete

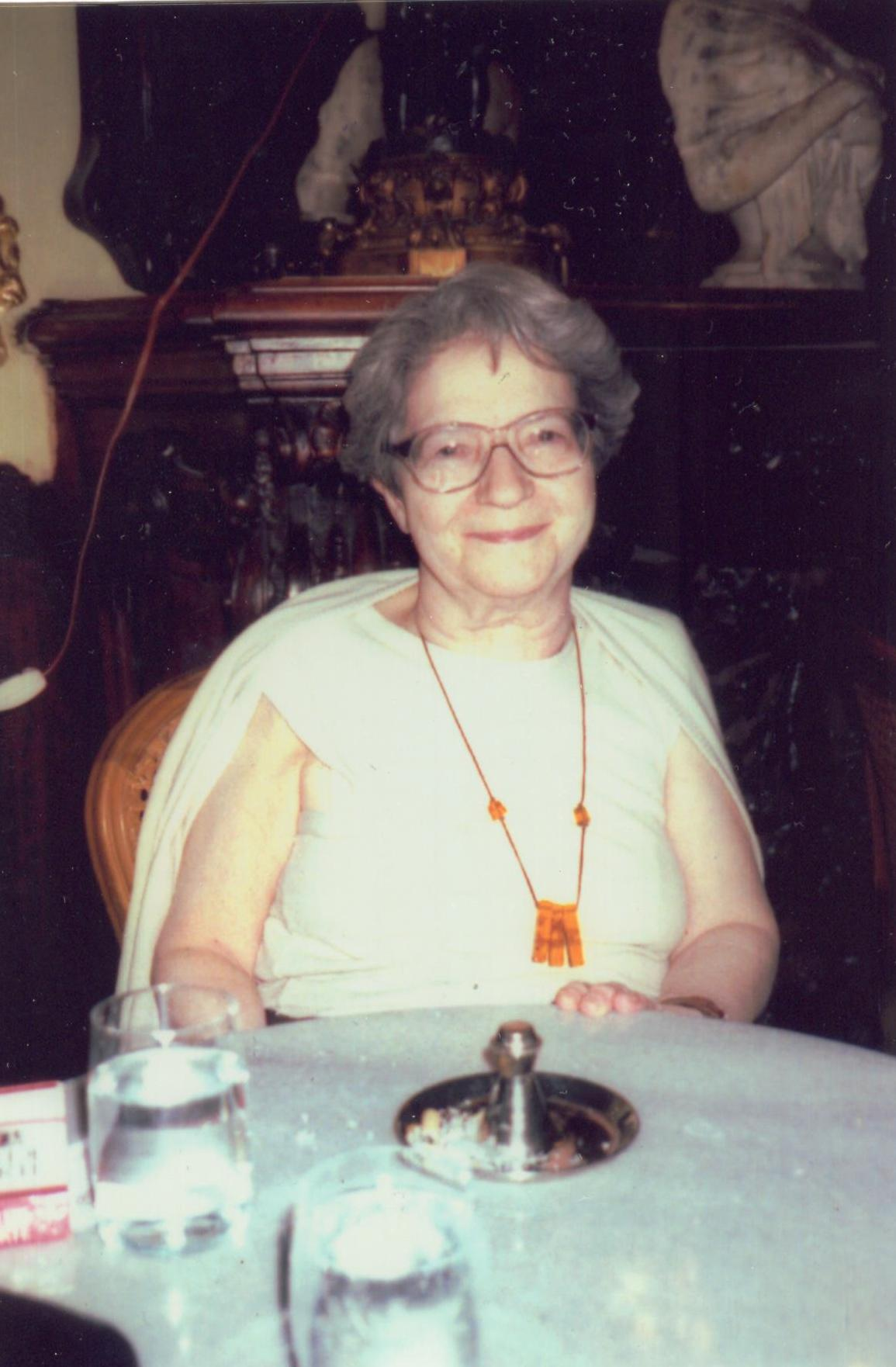
1990-ben a Művész Kávéházban

Tóth Árpád költő és Lichtmann Anna gyermekeként született.
1939-től újságíró és nyelvtanár volt. Göllner Mária, majd Török Sándor ismeretsége által ismerte meg az antropozófia tanait. 1945-től könyvtárosként, 1949-től pedig szabadfoglalkozású íróként dolgozott. Az 50-es években főleg gyerekverseket és meséket írt. Az Állami Bábszínház számos bábjátékát sikerrel tartotta műsoron. A 60-as évek közepétől 20 éven át ő volt az írója a Magyar Televízió Zsebtévé című gyermekműsorának.
Fordította Rainer Maria Rilke, William Blake, Hugo von Hofmannsthal, Mihail Jurjevics Lermontov, Vlagyimir Vlagyimirovics Majakovszkij, Alan Alexander Milne és Lewis Carroll műveit.

## Művei

### Versek, írások
- Meghatott vitatkozás. Versek (1948)
- Anyák napja (1950)
- Tóth Eszter–Révész Zsuzsa: A csodálatos skatulya; Athenaeum, Bp., 1950
- Fedor Ágnes–Tóth Eszter: Béke-mesejátékok. Gyermekszínjátszók és bábosok részére; Országos Béketanács, Bp., 1951
- A mi utcánk (1961)
- Ikermonológ (1966)
- Tóth Eszter–Török Sándor: A varázsló. Csilicsala három csodája. Irodalmi forgatókönyv; Móra, Bp., 1970
- Apu (1971)
- A választott sokaság (1974)
- Feltámadás egy betyárnótára. Válogatott és új versek; Magvető, Bp., 1980
- Tóth Árpád "Az árnyból szőtt lélek". A hasonmásban mellékelt kézirat szövege; bem. Tóth Eszter, Petrányi Ilona; Magyar Helikon, Bp., 1981 (Kézirattár)
- Családi emlékek Tóth Árpádról (1985)
- A várt váratlan (1988)
- Hol töltjük az örökkévalóságot?; Liget Műhely Alapítvány, Bp., 2001 (Liget könyvek)
- Emberi madárdal – összegyűjtött versek; Útirajzok az ihletről – esszék ebben jelent meg az Egy ihlet útirajza című írása is (2001)
- Családi emlékek Tóth Árpádról; 2. bőv. kiad.; Széphalom Könyvműhely, Bp., 2007

### Műfordítások
- Csukovszkij: Tótágas (1949)

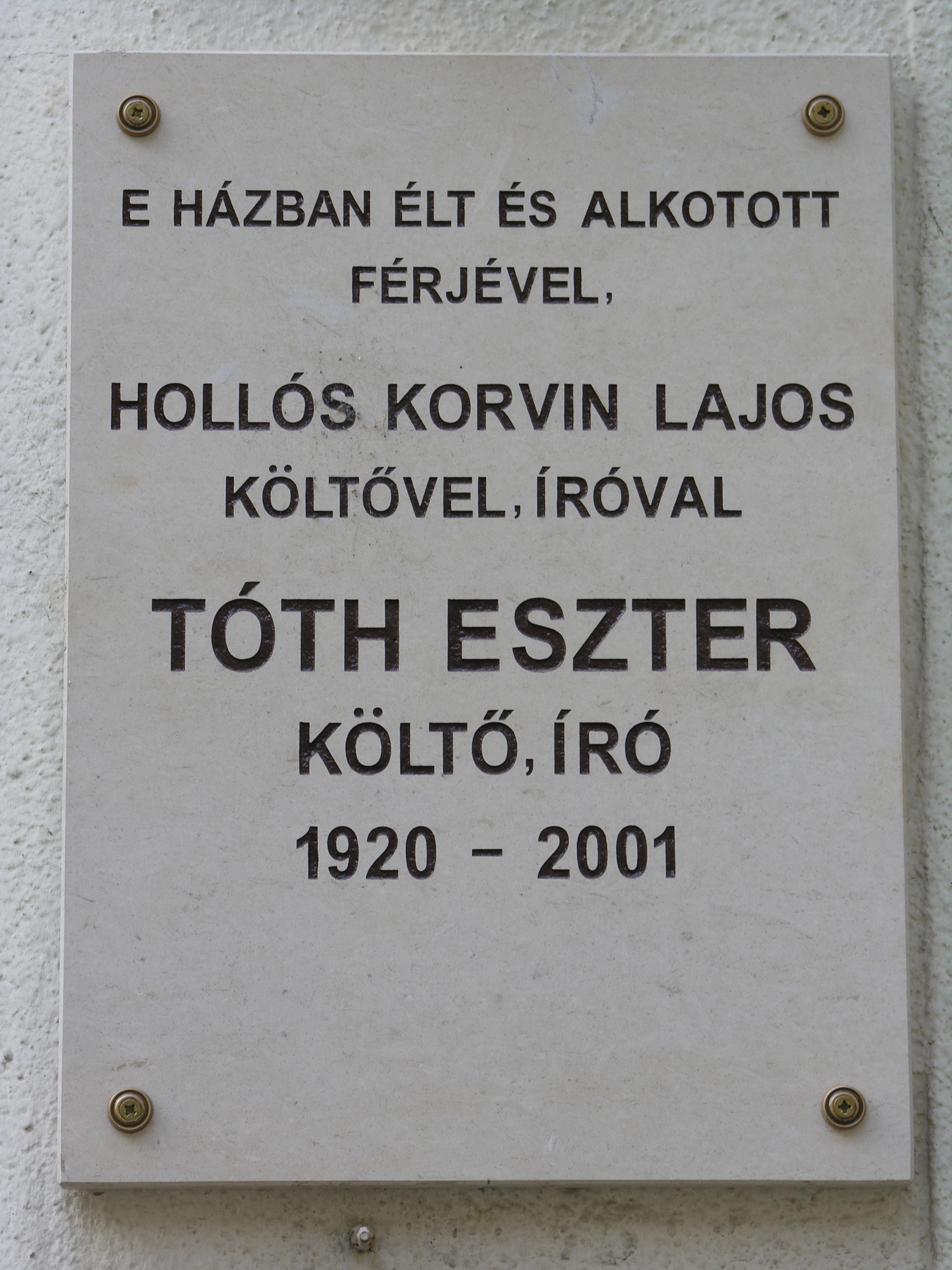
Tóth Eszter emléktáblája egykori lakhelyén, a Hajós utca 14. szám alatt

- Marsák: Kölykök a ketrecben (1949)
- Noszov: Vidám történetek (1949)
- Mulk Raj Anand: A kuli (1953)
- Erich Kästner: A két Lotti (Török Sándorral) (1958)
- Mira Lobe: Mit talált ki Jani? (1964)

## Díjai
- József Attila-díj (1974)
- A Magyar Köztársasági Érdemrend kiskeresztje (1995)
- Cet irodalmi díj (1998)